# Brachyhesma cooki
Brachyhesma cooki är en biart som beskrevs av Michener 1965. Brachyhesma cooki ingår i släktet Brachyhesma och familjen korttungebin. Inga underarter finns listade.

## Bildgalleri

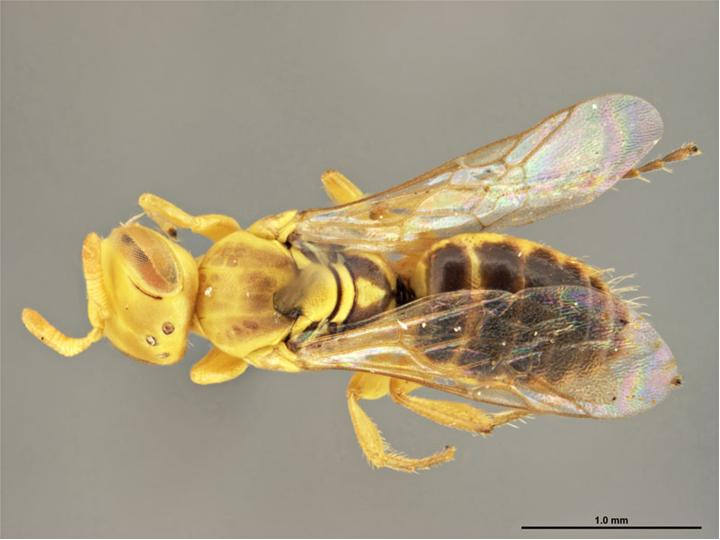